# Gare de Nouvion-sur-Meuse
La gare de Nouvion-sur-Meuse est une gare ferroviaire française de la ligne de Mohon à Thionville située sur le territoire de la commune de Nouvion-sur-Meuse dans le département des Ardennes, en région Grand Est.
C'est une halte ferroviaire de la Société nationale des chemins de fer français (SNCF) desservie par des trains TER Grand Est.

## Situation ferroviaire
Établie à 149 m d'altitude, la gare de Nouvion-sur-Meuse est située au point kilométrique (PK) 148,228 de la ligne de Mohon à Thionville, entre les gares ouvertes de Lumes et de Vrigne-Meuse.

## Histoire
La gare est située à proximité d'une ancienne gare de triage  établie en 1908-1909  qui s'étendait entre cette halte et la gare de Lumes. Cette gare de 40 voies assurait le tri des wagons en provenance des charbonnages du Nord de la France et des aciéries de Lorraine.  Les voies de cette gare de triage abandonnée reçoivent des wagons en attente de révision ou des trains de travaux.

## Fréquentation
Selon les estimations de la SNCF, la fréquentation annuelle de la gare figure dans le tableau ci-dessous
.
| Année     | 2015   | 2016   | 2017   | 2018   | 2019   | 2020   | 2021   | 2022   | 2023   | 2024   |
| --------- | ------ | ------ | ------ | ------ | ------ | ------ | ------ | ------ | ------ | ------ |
| Voyageurs | 60 999 | 61 589 | 55 084 | 45 054 | 45 483 | 45 387 | 55 944 | 73 643 | 86 678 | 96 652 |

## Service des voyageurs

### Accueil
Halte SNCF, c'est un point d'arrêt non géré (PAN) à accès libre.

### Desserte
Nouvion-sur-Meuse est desservie par des trains TER Grand Est qui effectuent des missions entre les gares de Reims, ou de Charleville-Mézières, et de Sedan, ou de Longwy.

### Intermodalité
Le stationnement des véhicules est possible à proximité de la halte.